# حزب العدالة والتنمية (مصر)
حزب العدالة والتنمية هو حزب سياسي مصري وافقت اللجنة المختصة على قبول تأسيسه رسميًا يوم 16 أكتوبر 2011 أي أنه من الأحزاب التي تأسست بعد ثورة 25 يناير. وهو عضو في ائتلاف أحزاب مصر الوسطية. اتهم حزب الوسط هذا الحزب بأنه استنسخ أجزاء من برنامجه وذلك فور تأسيسه.